# Mohammad Toha

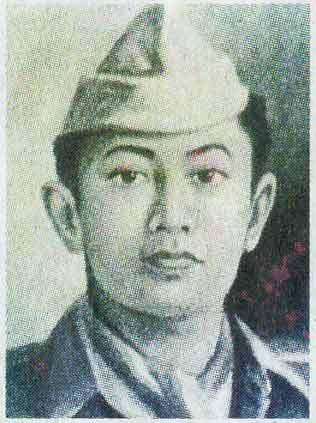
Mohammad Toha

Mohammad Toha (Bandung, 1927 - Bandung, 11 juli 1946) was een Indonesisch activist, vereerd als een held en martelaar voor zijn daad van zelfopoffering tijdens de Indonesische Nationale Revolutie.
Tijdens de evacuaties in maart 1946, smokkelde hij, als lid van de Indonesische milities, een aantal staven dynamiet in het Nederlandse militaire hoofdkwartier in Dayeuh Kolot. Hij blies zichzelf op in het bijbehorende munitiedepot, waarbij hij en diverse Nederlandse en Japanse soldaten om het leven kwamen. De explosie creëerde een meertje ('situ') in Dayeuh Kolot. De belangrijkste straat in het gebied Jalan Mohammad Toha, is naar hem vernoemd.